# ویلتون (حوزه سرشماری)، مین
ویلتون (به انگلیسی: Wilton) یک منطقهٔ مسکونی در ایالات متحده آمریکا است که در شهرستان فرانکلین، مین واقع شده‌است. ویلتون ۱۲٫۹ کیلومتر مربع مساحت و ۲٬۱۹۸ نفر جمعیت دارد و ۱۶۸ متر بالاتر از سطح دریا واقع شده‌است.